# Јавна набавка
„Јавна набавка је прибављање добара и услуга или уступање извођења јавних радова од стране државног органа, организације, установе или других правних лица који се, у смислу овог закона, сматрају наручиоцима, на начин и под условима прописаним овим законом.“ (Закон о јавним набавкама Републике Србије, члан 2, став 1)
Суштина јавне набавке је да сви горенаведени органи, организације и тд. које се финансирају из Буџета, дакле новцем пореских обвезника, врше набавке на начин који ће спречити злоупотребе, омогућити набавке по најповољнијим условима, већ према „начелима јавних набавки“.
Закон је први пут донет јула 2002, допуњен је 2004. а нови закон о јавним набавкама је ступио на снагу 6. јануара 2009. Објавом у Службеном гласнику РС 116/08
Све врсте јавних набавки се обавезно објављују у „Службеном гласнику“ и на порталу јавних набавки - http://portal.ujn.gov.rs/

## Начела јавних набавки
- Начело економичности и ефикасности употребе јавних средстава
- Начело обезбеђење конкуренције међу понуђачима
- Начело транспарентности (лице које учествује у поступку јавне набавке има право да приликом отварања понуда изврши увид у податке из понуде, свих учесника који су учествовали у давању понуда и који се уносе у записник о отварању понуда, као што су цене, рокови, начин плаћања...)
- Начело једнакости понуђача – дискриминација по било ком основу није дозвољена

## Врсте поступака јавних набавки
- Отворени поступак
- Рестриктивни поступак
- Преговарачки поступак са објављивањем јавног позива
- Преговарачки поступак без објављивања јавног позива
- Конкурс за нацрте
- Поступак јавне набавке мале вредности

Закључак
Набавка било ког типа, за све установе које се финансирају из буџета, подразумева поштовање и спровођење Закона о јавним набавкама, као и свих осталих закона и смерница које смо раније поменули.
Јавне набавке лекова и медицинских средстава се данас спроводе на два начина:
-централизованом јавном набавком(спроводи је Републички фонд за здравствено осигурање ). Фонд потписује оквирни уговор, а свака здравствена установа закључује уговор посебно.Ова врста набавки се спроводи само за одређене лекове(листа је дефинисана раније поменутим Правилником).
-тендером за јавну набавку коју спроводи самостално здравствена установа-односи се на остале лекове и санитетски материјал . Обавља се на начин који је у складу са Законом о јавним набавкама.
Све јавне набавке које се спроводе у здравственој установи, морају се уклопити у оквир који је утврђен на почетку године од стране Републичког фонда за здравствено осигурање, тј. не сме премашити материјална средства која су планирана за ту установу и текућу годину

### Спровођење поступка јавне набавке – отворени поступак
Отворени поступак је поступак у коме сва заинтересована лица могу поднети понуду а у наставку је дат редослед обавезних/кључних активности приликом јавне набавке у отвореном поступку:
- Установљавање плана јавних набавки и буџет / финансијски план (ово је обавезно за све поступке)
- Претходни распис (минимум 30 дана максимум 12 месеци). Ова тачка је обавезна за све набавке веће од 50 милиона динара.
- Одлука о покретању поступка и решење о формирању комисије за спровођење поступка јавне набавке
- Конкурсна документација
- Јавни позив за достављање понуда са роком не мањим од 30 дана. Обавезно се објављује у Службеном гласнику и на порталу
- Јавно отварање понуда и комисијски записник који се при томе сачињава.
- Извештај о стручној оцени понуда сачињава комисија за јавну набавку
- Одлука са образложењем о избору најповољније понуде. Одлука се доноси у складу са роком који је дат у конкурсној документацији. Одлука се доставља понуђачима у року од три дана! У случају да постоји оправдан разлог може се донети и одлука о обустављању поступка при чему је опет рок од три дана да се достави понуђачима.
- Понуђачи имају рок од осам дана од пријема одлуке да уложе Захтев за заштиту права, ако сматрају да су им иста повређена
- Уговор о јавној набавци – обавештење о закљученом уговору у року од три дана се објављује у Службеном гласнику и порталу.

### Рестриктивни поступак јавне набавке
Рестриктивни поступак јавне набавке се састоји од две фазе:
- У првој фази са поступцима и редоследом сличним као код отвореног поступка врши се одабир, према конкурсној документацији, потенцијалних понуђача у другој фази. Нпр. конкурсном документацијом се захтева да понуђач који се пријављује за изградњу неког објеката има минимално x овлашћених пројектаната, н грађевинских машина и сл. На овај начин се из будућег предмета јавне набавке искључују недовољно квалификовани понуђачи.
- У другој фази је поступак сличан отвореном поступку али на њему могу учествовати само понуђачи који су одабрани у првој фази

### Преговарачки поступак
У преговарачком поступку наручилац непосредно преговара са једним или више понуђача о појединим елементима набавке. Спроводи се у посебним, у закону таксативно наведеним случајевима, обично ако претходна два поступка нису дала задовољавајуће резултате, при чему је услов да уговорена цена не може бити већа од цена које су понуђене у претходним поступцима.

### Конкурс за нацрте
Спроводи се у областима урбанистичког планирања, архитектуре, грађевинарства, инжињерства, дизајна и информатике.

### Поступак јавне набавке мале вредности
Јавна набавка мале вредности је набавка истоврсних добара, услуга или радова чија је процењена вредност на годишњем нивоу мања од вредности одређене у закону којим се уређује годишњи буџет Републике Србије